# Frank Sivero
Frank Sivero, all'anagrafe Francesco Lo Giudice (Siculiana, 6 gennaio 1952), è un attore italiano naturalizzato statunitense, noto per l'interpretazione di Frankie Carbone in Quei bravi ragazzi e di Genco Abbandando ne Il padrino - Parte II di Francis Ford Coppola.

## Biografia
Cresciuto a Brooklyn, debutta in un ruolo non accreditato ne Il padrino (1972), dove è uno dei testimoni del pestaggio di Carlo Rizzi per mano di Sonny Corleone.
Coppola lo sceglie come caratterista nel ruolo di Genco Abbandando, nelle sequenze della gioventù di Vito Corleone, ne Il padrino - Parte II (1974). Negli anni settanta Sivero interpreta una lunga lista di ruoli secondari, sul grande e sul piccolo schermo: partecipa a serie televisive quali Baretta, Happy Days, Kojak, Quincy.
Nel decennio successivo continua ad interpretare piccoli ruoli, spesso legati a personaggi mafiosi, fino al 1990 quando Martin Scorsese lo inserisce nel cast principale di Quei bravi ragazzi nel ruolo di Frankie Carbone, ispirato alla figura di Angelo Sepe (1981-1984), affiliato della Famiglia Lucchese. Continua in seguito la carriera di caratterista dividendosi tra cinema e televisione.

## Filmografia parziale

### Cinema
- Il padrino - Parte II (The Godfather: Part II), regia di Francis Ford Coppola (1974)
- 40.000 dollari per non morire (The Gambler), regia di Karel Reisz (1974)
- New York, New York, regia di Martin Scorsese (1977)
- Paura su Manhattan (Fear City), regia di Abel Ferrara (1984)
- Quei bravi ragazzi (Goodfellas), regia di Martin Scorsese (1990)
- Un piedipiatti e mezzo (Cop and ½), regia di Henry Winkler (1993)
- Prima o poi me lo sposo (The Wedding Singer), regia di Frank Coraci (1998)
- Little Nicky - Un diavolo a Manhattan (Little Nicky), regia di Steven Brill (2000)
- Final Breakdown (2002)
- The Aviator, regia di Martin Scorsese (2004) - cameo non accreditato
- Eddie Monroe (2006)
- Shark Swarm - Squali all'attacco (2008)
- Ring of Death (2008)
- Hotel California (2008)

### Televisione
- Happy Days – serie TV, 1 episodio (1974)
- Baretta – serie TV, 1 episodio (1977)
- Kojak – serie TV, 1 episodio (1978)
- Quincy (Quincy, M.E.) – serie TV, 1 episodio (1978)

## Doppiatori italiani
Nelle versioni in italiano delle opere in cui ha recitato, Frank Sivero è stato doppiato da:
- Lucio Saccone in Un piedipiatti e mezzo
- Wladimiro Grana in Prima o poi me lo sposo
- Nino Prester in Quei bravi ragazzi